# 人桀
人桀為臺灣漫畫家，另有筆名銀傑。
代表作為：以台灣PTT各版面擬人化，在東立龍少年上連載的四格喜劇「Ｐ工學生會」；以冥婚為主題，在comico上連載的戀愛喜劇「冥婚警戒中」。